# Rupert-von-Salzburg-Kirche
Ruprechtskirche oder Rupertikirche ist der Name verschiedener Kirchengebäude, die das Patrozinium des heiligen Rupert von Salzburg tragen. Festtag ist der 27. März, in der Diözese Salzburg aber 24. September, auch Landesfeiertag des Landes Salzburg.
Hauptkirche ist der Salzburger Dom, Kathedralkirche des Erzbistums, seine Grablege (auch dem Hl. Virgil geweiht).

## Liste

### Deutschland
Bayern:
- St. Rupert (Altenbuch)
- St. Rupertus (Amerang)
- St. Rupert (Arnbuch)
- Kirche von Ruppertskirchen, Gemeinde Arnstorf, Landkreis Rottal-Inn
- Salinenkapelle St. Rupert in der Alten Saline in Bad Reichenhall
- St. Rupert (Brennberg)
- St. Rupert (Bruck) in Bruck, Gemeinde Weyarn
- St. Rupertus (Burgkirchen am Wald)
- St. Rupertus (Eiselfing)
- Pfarrkirche St. Rupert in Freilassing im Landkreis Berchtesgadener Land
- St. Rupert (Gumattenkirchen) in Mettenheim, im Landkreis Mühldorf am Inn
- St. Rupert (München), in München, Stadtteil Schwanthalerhöhe
- St. Rupert (Nürnberg), in Nürnberg, Stadtteil Kettelersiedlung
- St. Rupertus (Obernsees)
- Pfarrkirche St. Rupert des Klosters Sankt Emmeram in Regensburg
- St. Rupert und Martin (Riedering) in Riedering, Ortsteil Söllhuben, im Landkreis Rosenheim
- St. Rupert (Ruprechtsberg), Landkreis Landshut
- St. Rupert und Martin (Söllhuben)
- St. Rupertus und Laurentius, Stephanskirchen, Markt Bad Endorf
- St. Rupert und St. Maximilian, Traunstein
- St. Rupertus (Weil)

Abgegangen:
- Kirche in Ruppertskirchen (Altomünster), Landkreis Dachau (1803 als St.-Johannes-Täufer-Kirche abgegangen)

Rheinland-Pfalz:
- St. Rupertus und St. Hildegard (Bingerbrück)
- Rupertuskirche (Worms)

Sachsen-Anhalt
- St. Rupertus (Poserna)

Thüringen
- St. Rupertus (Ruppersdorf)

### Italien
Südtirol:
- St. Ruprecht (Dorf Tirol)

### Österreich
Kärnten
- Filialkirche St. Ruprecht ob Sirnitz in der Gemeinde Albeck
- Filialkirche Staudachhof in der Gemeinde Friesach
- Pfarrkirche Guttaring
- Filialkirche St. Ruprecht, Presseggen in der Gemeinde Hermagor
- Pfarrkirche Außerteuchen in der Gemeinde Himmelberg
- Pfarrkirche Klagenfurt-St. Ruprecht
- Filialkirche hl. Rupert, Gemeinde Moosburg
- Rupertikirche (Söbriach) in der Gemeinde Obervellach
- Filialkirche Obergottesfeld, Gemeinde Sachsenburg
- Pfarrkirche Projern
- Filialkirche St. Ruprecht (Villach)
- Evangelische Kirche St. Ruprecht (Villach)
- Pfarrkirche St. Ruprecht (Völkermarkt)
- Filialkirche St. Ruprecht Reintal in der Gemeinde Winklern

Niederösterreich
- Pfarrkirche Arnsdorf
- Pfarrkirche Scheiblingkirchen
- Pfarrkirche Scheuchenstein
- Pfarrkirche Traismauer
- Pfarrkirche Winklarn

Salzburg
- Kathedrale Hll. Rupert und Virgil (Salzburger Dom), Stadt Salzburg
- Pfarrkirche Dorfgastein
- Pfarrkirche Lend
- Pfarrkirche Muhr im Lungau
- Missionshaus St. Rupert, Bischofshofen
- Pfarrkirche Uttendorf
- Pfarrkirche Wagrain
- Filialkirche Weißpriach

Steiermark
- Pfarrkirche Fohnsdorf
- Pfarrkirche St. Rupert (Gratwein), Gratwein
- Rupertikirche (Graz-Straßgang)
- Filialkirche hl. Rupert, Hohenrain, Gemeinde Hart bei Graz
- Pfarrkirche Kobenz
- Pfarrkirche Sankt Ruprecht an der Raab
- Pfarrkirche St. Ruprecht ob Murau, St. Ruprecht-Falkendorf, Bezirk Murau
- Kirche St. Rupert am Kulm, Ramsau am Dachstein im Bezirk Liezen
- Pfarrkirche St. Rupert (Trofaiach) in Trofaiach, Bezirk Leoben
- St. Ruprecht (Bruck an der Mur)

Tirol
- Pfarrkirche Aurach bei Kitzbühel
- Pfarrkirche Eben am Achensee
- Pfarrkirche Kals am Großglockner
- Rupertuskirche (Neumarkt)
- Pfarrkirche Stumm

Wien
- Ruprechtskirche, Wien-Innere Stadt (1. Bezirk)

Sonstiges
- Kirche St. Ruprecht Bruck an der Mur, Steiermark (Patrozinium heute Erhard von Regensburg, Datum der Umwidmung unbekannt)
- Rupertikirche (Aribonenkirche) Graz-Straßgang, Steiermark (Patrozinium unbekannt, vorromanisch)

### Schweiz
- Pfarrkirche St. Rupert, Oberrüti

### Slowenien
- Cerkev Svetega Ruperta, Šentrupert
- Cerkev Svetega Ruperta, Spodnja Voličina, Lenart